# Felix Deutsch
Felix Deutsch (9 de agosto de 1884 , Viena; 2 de enero de 1964, Cambridge (Massachusetts) fue un médico psiquiatra, psicoanalista austríaco y estadounidense, pionero de la medicina psicosomática.
Bajo la presión del antisemitismo, Deutsch se unió a la asociación de estudiantes Kadima. Se graduó en 1909 en la Universidad de Viena y se dedicó inicialmente a su formación en medicina interna en Viena y en Múnich. En los años 1920 fue el médico personal de Sigmund Freud. Encontró su camino hacia el psicoanálisis y la sintomatología psicosomática a través de la observación clínica, principalmente de pacientes cardiacos. Deutsch reintrodujo en 1927 el término «psicosomático»  en la discusión científica y fundó en 1939 la revista Psychosomatic Medicine (Medicina psicosomática). En 1936, emigró a EE. UU., donde ejerció la docencia desde 1939 hasta 1941 en la Washington University (en St. Louis, Misuri). Más tarde se instaló en Boston, donde pasó el resto de su vida. Deutsch publicó diez libros y más de doscientos artículos científicos, entre otros temas, también sobre medicina del deporte y sobre el área temática de la relación entre arte y medicina. 
Su esposa fue la psicoanalista Helene Deutsch, y su hijo el físico Martin Deutsch.